# E. Nelson Bridwell
Edward Nelson Bridwell (* 22. September 1931 in Sapulpa, Oklahoma; † 23. Januar 1987) war ein US-amerikanischer Comicautor. Bridwell wurde vor allem bekannt für seine Arbeit an der amerikanischen Ausgabe des satirischen Comicmagazins MAD.

## Leben und Arbeit
Bridwell, der sich in den meisten von ihm verfassten Comics als E. Nelson Bridwell verzeichnen ließ, begann in den 1960er Jahren als freiberuflicher Autor zu arbeiten. Seine bekanntesten Arbeiten legte Bridwell in den 1960er und 1970er Jahren für die humoristische Zeitschrift Mad vor, für die er zahllose Cartoons, komische Szenen, Bildergags und Ähnliches mehr produzierte. Der von Bridwell seinen Figuren immer wieder in den Mund gelegte Ausruf „What you mean we, white man!“ ist dabei auch nach seinem Weggang von Mad einer der „klassischen“ Markenzeichenslogans des Magazins geblieben und wird bis heute von Bridwells Nachfolgern immer wieder aufgegriffen.
Für den Verlag DC-Comics schrieb Bridwell zudem einige Jahre lang die bis heute in zahlreichen amerikanischen Tageszeitungen erscheinenden Batman-Comicstrips sowie diverse Beiträge für fortlaufende Serien wie Batman, Detective Comics, Inferior Five, The Secret Six, Super Friends, Shazam!, Legion of Super-Heroes und vor allem Superman. Für die eponymische Superman-Serie sowie für andere Superman-Serien wie Action Comics und World's Finest legte Bridwell im Laufe von knapp zwanzig Jahren hunderte Geschichten über den Helden vom Planeten Krypton vor. Seine künstlerischen Partner waren dabei zumeist Carmine Infantino, Murphy Anderson oder Curt Swan. Eine von Bridwell selbst geschaffene Reihe im DC-Programm war die Humoreske Angel and the Ape, ein Comic, der von einem Paar von Privatdetektiven handelt, das aus einer forschen jungen Kriminalistin und einem gutmütigen, intelligenten Gorilla besteht.
Ein weiterer Klassiker, für den Bridwell, der neben seiner Arbeit als Autor auch als Verlagsassistent den DC-Editor Julius Schwartz bei der Koordination und Edierung der diversen Superman-Comicserien unterstützte, als Autor verantwortlich zeichnet, war die anarchische Superheldenparodie Captain Carrot and his Amazing Zoo Crew.